# Snorre Ruch
Pour les articles homonymes, voir Ruch (homonymie).
Snorre Vestvold Ruch, né le 21 janvier 1972, également connu sous le pseudonyme « Blackthorn » est un musicien norvégien de black metal.

## Biographie
En 1989, il fonde son groupe Stigma Diabolicum (renommé Thorns en 1991), l'un des pionniers du genre. Le groupe fut vite mis en pause au vu du départ de Bard Eithun qui rejoint Emperor et Snorre qui rejoint les rangs de Mayhem.
En 1994, Snorre est condamné à 8 ans de prison pour complicité dans l'assassinat d'Øystein Aarseth.

## Discographie
Thorns
- 1989 : Luna De Nocturnus (démo, en tant que Stigma Diabolicum)
- 1990 : Lacus De Luna - Rehearsal 1990 (démo, en tant que Stigma Diabolicum)
- 1990 : Live in Stjørdal (démo, en tant que Stigma Diabolicum)
- 1991 : Grymyrk (démo, en tant que Stigma Diabolicum)
- 1991 : Rehearsal 1991 (démo)
- 1992 : Trøndertun (démo)
- 1999 : Thorns vs. Emperor, (split-album avec Emperor)
- 2001 : Thorns (album studio)
- 2002 : Société Anonyme (split-album avec Gro Melgaard)
- 2002 : Embrace / Fragment (EP)

Satyricon
- 1999 : Rebel Extravaganza (invité en tant que deuxième guitariste piste 2, 8 & 10)
- 2003 : Now, Diabolical (invité en tant que deuxième guitariste piste 9)
- 2006 : My Skin Is Cold (deuxième guitare, piste 1)

Mayhem
- 1994: De Mysteriis Dom Sathanas[4],[5] (album) (guitariste, édition des paroles[6])
- 2009: Life Eternal[7] (EP) (édition des paroles)

The Third and the Mortal
- 2002: Memoirs (Synthétiseur)

## Film
- Until The Light Takes Us de Aaron Aites et Audrey Ewell (2009) : Image d'archives.
- Dunkelheit : The tale of Varg Vikernes[8] (2009) d' Andrew Garfield[9] (joué par Justin Corbett).
- Lord of Chaos de Jonas Åkerlund(2018) : (joué par Wilson Gonzalez)[10].